# Мурадян, Матевос Оганесович
Матево́с Огане́сович Мурадя́н (5 мая 1911, село Тагаспар, ныне Турция — 27 февраля 1987) — советский музыковед, заслуженный деятель искусств Армянской ССР (1967), доктор искусствоведения (1972), заведующий сектором музыки Института искусств АН Армянской ССР, член редакционной коллегии Всесоюзного издательства «История музыки народов СССР».

## Музыковедческие труды
На армянском языке:
- Азат Манукян. Ер., 1950
- Христофор Кара-Мурза. Жизнь и общественная деятельность. Ер., 1950
- Музыкальная культура Советской Армении (совм. с С. Г. Гаспарян). Ер., 1951
- Армен Тигранян. Жизнь и творчество (совм. с Р. А. Атаяном). Ер., 1955
- Христофор Кара-Мурза и внедрение многоголосия в армянской музыке. Ер., 1956
- Очерк истории армянской музыки (совм. с X. С. Кушнаревым и Г. Ш. Геодакяном). Ер., 1963
- Екмалян Макар. Песни и хоры (сост. совм. с Ш. М. Тальяном, Р. А. Атаяном). Ер., 1970
- Армянская музыка в XIX и начале XX века. Ер., 1970

На русском языке:
- Армянские композиторы (совм. с Р. А. Атаяном и А. Г. Татевосяном). Ер., 1956
- Армянская советская музыкальная культура. Краткий очерк. Ер., 1957
- Армен Тигранян (совм. с Р. А. Атаяном). М., 1966
- Армянская музыка в XIX-XX вв., 1972
- Очерк истории западноармянской музыки (19 в. и нач. 20 в.) / М. О. Мурадян ; АН АрмССР, Ин-т искусств, 336,[4] с., [8] л. ил. нот. 22 см, Ер.: Изд-во АН АрмССР. 1989